# Травоїдність
Травоїдність — харчова поведінка тварин, що полягає в живленні переважно травами, зокрема «справжніми» травами, рослинами родини злакових (Poaceae) (також відомі як Graminae). Травоїдні тварини мають травну систему, пристосовану до перетравлення великої кількості целюлози, яка міститься у великій кількості у волокнистих рослинних речовинах і більш важко розщеплюється багатьма іншими тваринами. Отже, вони мають спеціалізовані ферменти, які допомагають травленню, і в деяких випадках симбіотичні бактерії, які живуть у травному тракті та «допомагають» процесу травлення шляхом бродіння, коли речовина рухається через кишку.
Коні, велика рогата худоба, гуси, бегемоти, капібари та панди є прикладами хребетних травоїдних. Відомо, що деякі м'ясоїдні хребетні, такі як собаки та коти, також іноді їдять траву. Споживання трави собаками може бути способом позбавити їхній кишковий тракт від паразитів, які можуть загрожувати здоров'ю м'ясоїдної тварини. Різноманітні безхребетні також живляться травами. Багато коників, наприклад особини з родини Acrididae, харчуються переважно рослинами з родини Poaceae. Попри те, що люди не травоїдні, ми отримуємо значну частину свого харчування з різновиду трави, який називається злаком, і особливо з плодів цієї трави, які називаються зерном.
Травоїдні, як правило, віддають перевагу тим, які види трави вони вибирають для споживання. Наприклад, згідно з дослідженням, проведеним на північноамериканських бізонах, які харчувалися на короткотравних рівнинах у північно-східному Колорадо, велика рогата худоба споживала загалом тридцять шість різних видів рослин. З цих тридцяти шести, п'ять видів трав були улюбленими та споживалися найбільш широко. Середнє споживання цих п'яти видів становило близько 80% їх раціону. Деякі з цих видів включають Aristida longiseta, види Muhlenbergia та Bouteloua gracilis.

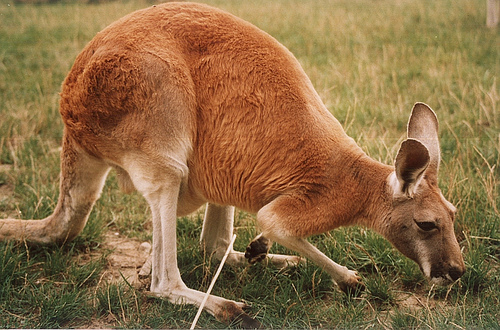
Кенгуру рудий їсть траву
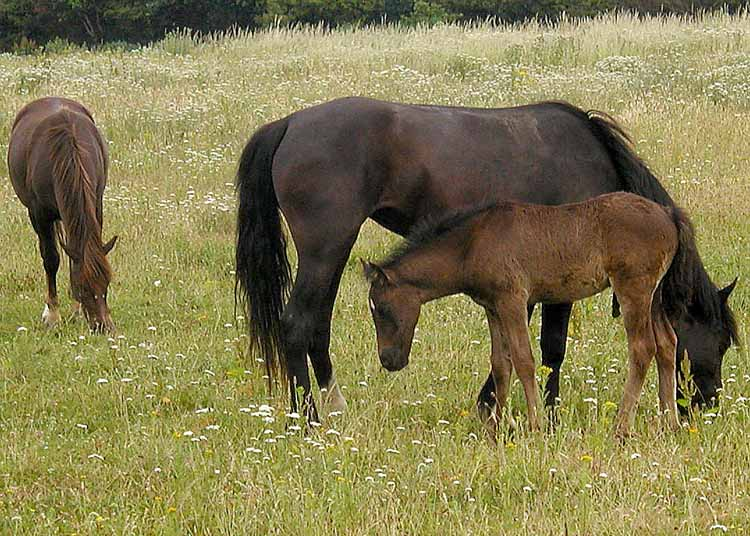
Коні пасуться в полі
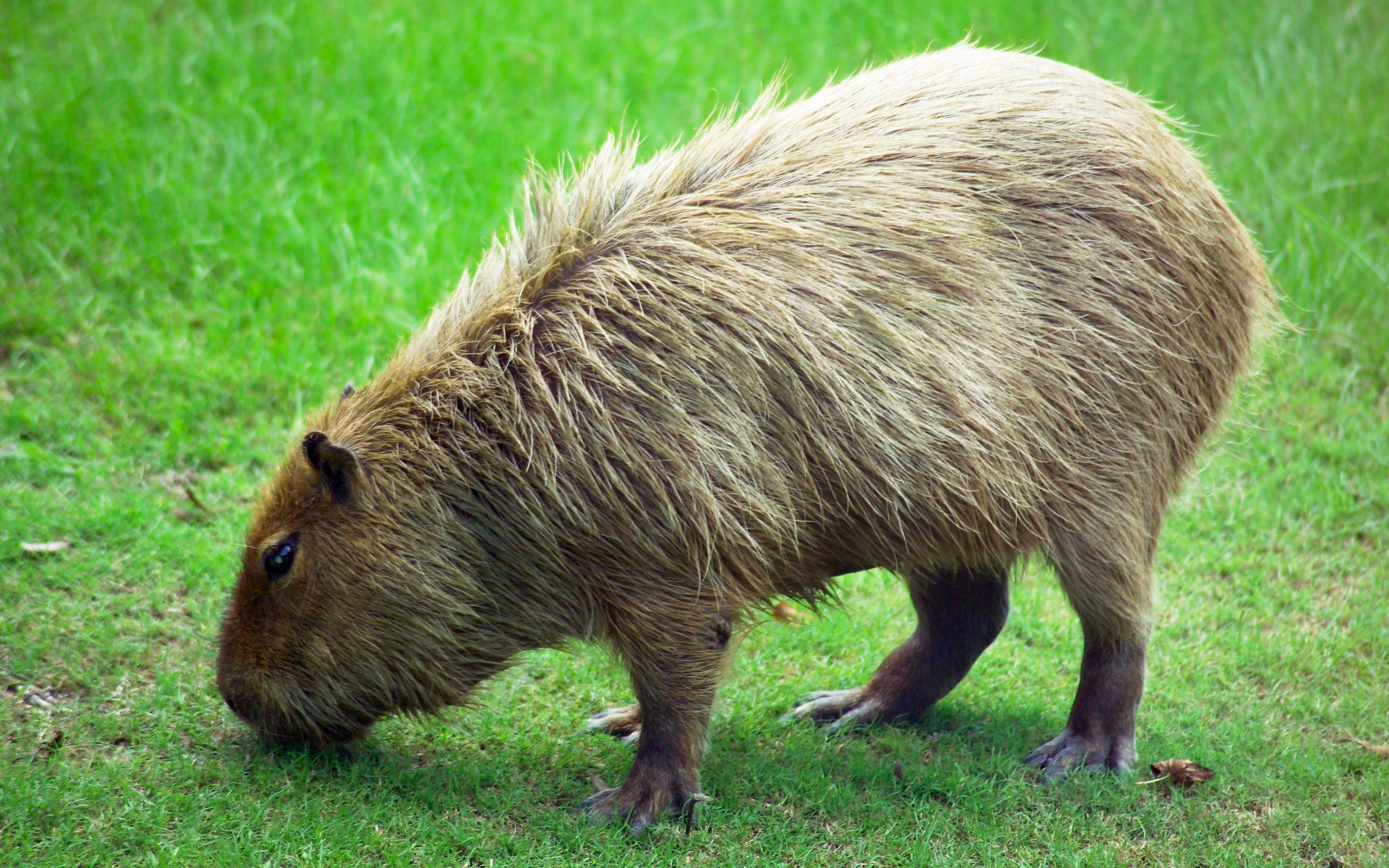
Капібара пасеться в Хаттісберзькому зоопарку